# أغنيس أدلر
أغنيس أدلر (بالدنماركية: Agnes Adler)‏ (و. 1865 – 1935 م) هي موسيقية، ومعلمة موسيقى، وعازفة بيانو، من الدنمارك، ولدت في كوبنهاغن، توفيت في كوبنهاغن، عن عمر يناهز 70 عاماً.

## التعليم
تعلمت في الأكاديمية الدانماركية الملكية للموسيقى.

## جوائز
حصلت على جوائز منها:
- Ingenio et arti [الإنجليزية]‏ (1923).